# Shield Controller
SHIELD Controller — беспроводной игровой пульт управления, выпущенный корпорацией NVIDIA для устройств семейства SHIELD. Особенностью контроллера является использование стандарта Wi-Fi Direct для соединения и обмена различными данными с поддерживаемыми приставками. Контроллер поступил в продажу вместе с планшетом SHIELD Tablet по цене $59, а позднее портативная консоль SHIELD Portable получила обновление, добавлявшую поддержку работы с ним. Во время анонса стационарной приставки SHIELD Console компания NVIDIA заявила, что контроллер станет стандартным методом управления для неё.

## Устройство контроллера
По словам Мэтта Хамрика, журналиста издания Tom’s Hardware, беспроводной SHIELD Contoller во многом напоминает встроенный геймпад консоли SHIELD Portable. Согласно спецификациям, указанным NVIDIA, контроллер обладает двумя аналоговыми джойстиками, D-Pad, левым и правым аналоговыми триггерами, левым и правым бамперами, кнопками A/B/X/Y, кнопкой Start, клавишами управления звуком, а также многофункциональной кнопкой NVIDIA для вызова специальных приложений и включения контроллера. Для управления ОС Android предусмотрены системные кнопки «Домой» и «Назад». В нижней части контроллера находится сенсорная панель, позволяющая использовать манипулятор в качестве тачпада. В SHIELD Controller интегрированы также микрофон и разъем для наушников. Для того, чтобы передавать аудио-поток между контроллером и управляемым устройством, NVIDIA решила применить стандарт Wi-Fi Direct вместо Bluetooth, благодаря чему, по заявлениям NVIDIA, понижается время отклика устройства и повышается пропускная способность канала. Для подзарядки контроллера предусмотрен порт Micro-USB 2.0, который, впрочем, может использоваться и для подключения SHIELD Controller к поддерживаемым устройствам.

## Реакция прессы
Мэтт Хамрик из Tom’s Hardware в обзоре контроллера отметил, что у SHIELD Controller комфортная форма и хороший баланс, но при этом расположение триггеров не очень удачное, а размер контроллера не очень удобен для игроков с большими ладонями. Марк Уолтон, обозреватель GameSpot, раскритиковал контроллер за наличие не очень качественного пластика, который создаёт плохие впечатления по сравнению со стандартными манипуляторами PlayStation 4 и Xbox One. Журналисту не понравились также сенсорные кнопки управления системой, которые по его мнению обладают слишком высокой чувствительностью, из-за чего он нередко случайно закрывал игры. Впрочем, по мнению автора издания Kotaku Майка Фэйи, SHIELD Controller лучше чем игровой контроллер приставки Amazon Fire TV, а также большинства сторонних Android-манипуляторов от других компаний. Шон Бакли из Engadget в обзоре контроллера написал, что контроллер его вполне устраивает, впрочем, из стандартных для контроллеров функций не хватает виброотклика, но наличие микрофона и разъема для наушников частично компенсируют этот недостаток.

## Совместимые устройства
- SHIELD Portable
- SHIELD Tablet
- SHIELD Console
- ПК под управлением Windows с видеокартой от NVIDIA и установленной утилитой GeForce Experience.